# Glyphomitrium crispifolium
Glyphomitrium crispifolium är en bladmossart som beskrevs av Noguchi 1968. Glyphomitrium crispifolium ingår i släktet skärgårdsmossor, och familjen Ptychomitriaceae. Inga underarter finns listade i Catalogue of Life.